# بازیافت مواد بر پایه تولید
محصولات ساخته‌شده از مواد مختلف را می‌توان با استفاده از فرآیندهایی بازیافت کرد.

## ضایعات ساختمانی و ساختمانی

### سنگدانه‌ها و بتن

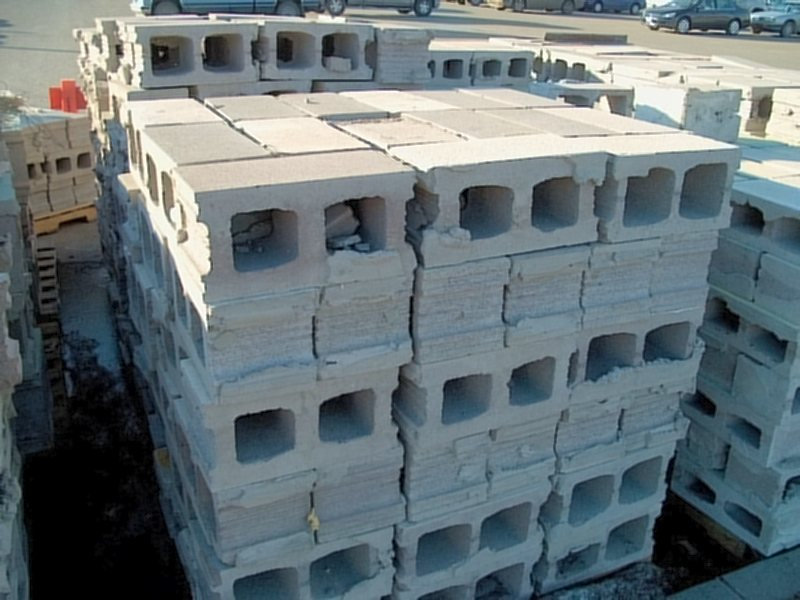
بلوک‌های بتنی در آلمان.

ذرات بتن جمع‌آوری شده از محل‌های تخریب، همراه با آسفالت، آجر، خاک و سنگ‌ها از طریق یک دستگاه خرد کن خرد می‌شود. قطعات کوچکتر بتن به عنوان سنگ ریزه برای پروژه‌های ساختمانی جدید استفاده می‌شود. بتن بازیافتی خرد شده نیز می‌تواند به عنوان سنگ‌دانه خشک بتن جدید درصورتی که فاقد آلاینده باشد استفاده شود. این امر نیاز به کندن سنگ‌های دیگر را کاهش می‌دهد که به نوبه خود درختان و زیستگاه را نجات می‌دهد.

### آسفالت و آسفالت
آسفالت شامل تخته آسفالتی را می‌توان ذوب و تا حدی بازیافت کرد. جاده‌های آسفالت سنگ‌فرش شده همچنین می‌توانند بازیافت شوند و اکنون بازار فعالی برای بازیافت آسفالت در کشورهای توسعه یافته وجود دارد.[۱] این شامل اسکالپینگ‌های آسفالتی است که هنگام تراشیدن جاده‌ها قبل از ریختن سطح جدید ایجاد می‌شود.

### محصولات گچ، و گچ تخته
زیرا تا ۱۷ درصد از محصولات گچ در طی مراحل ساخت و نصب هدر می‌رود. تخته دیواری (استرالیا و سایرین)، گچ تخته، Gyp (نیوزیلند)، دیوار خشک (ایالات متحده آمریکا) یا گچ تخته (بریتانیا و ایرلند) اغلب دوباره استفاده نمی‌شود و دفع آن می‌تواند مشکل ساز شود. برخی از محل‌های دفن زباله، تخلیه گچ را به دلیل تمایل به تولید حجم زیادی از گاز سولفید هیدروژن ممنوع کرده‌اند. برخی از تولیدکنندگان، تخته‌های دیواری زباله را از محل‌های ساخت و ساز پس می‌گیرند و آن‌ها را به تخته‌های دیواری جدید بازیافت می‌کنند. ضایعات گچ حاصل از فعالیت‌های جدید ساخت‌وساز، تخریب و نوسازی را می‌توان از طریق فرآیندهای مکانیکی به گچ بازیافتی تبدیل کرد و گچ بازیافتی به‌دست‌آمده می‌تواند جایگزین گچ بکر در صنعت گچ شود. برخی از دلایل بازیافت این زباله‌ها عبارتند از:
- گچ یکی از معدود مصالح ساختمانی است که بازیافت سیکل بسته برای آن امکان‌پذیر است.[۲]
- بازیافت گچ باعث صرفه جویی در منابع گچ می‌شود.
- بر اساس دستورالعمل اروپا 2008/98/EC در مورد زباله،[۳] بازیافت باید به بازیافت و دفن زباله ترجیح داده شود.
- این دستورالعمل همچنین مقرر می‌دارد که آماده‌سازی برای استفاده مجدد، بازیافت و سایر بازیابی مواد زباله‌های غیرخطرناک ساختمانی و تخریب (C&D) (به استثنای خاک و سنگ‌هایی که حاوی مواد خطرناک هستند) باید به حداقل ۷۰ درصد افزایش یابد. وزن تا سال ۲۰۲۰
- دفع مواد مبتنی بر گچ در صورتی که در سلول‌های معمولی در محل‌های دفن زباله غیرخطرناک پذیرفته شوند، می‌تواند مشکل ساز شود، زیرا محتوای سولفات گچ مخلوط با زباله‌های آلی می‌تواند تحت شرایط خاصی به گاز سولفید هیدروژن تجزیه شود.

### آجر
آجرهای دست‌نخوده حاصل از تخریب را می‌توان تمیز و مجدداً استفاده کرد.

## باتری‌ها

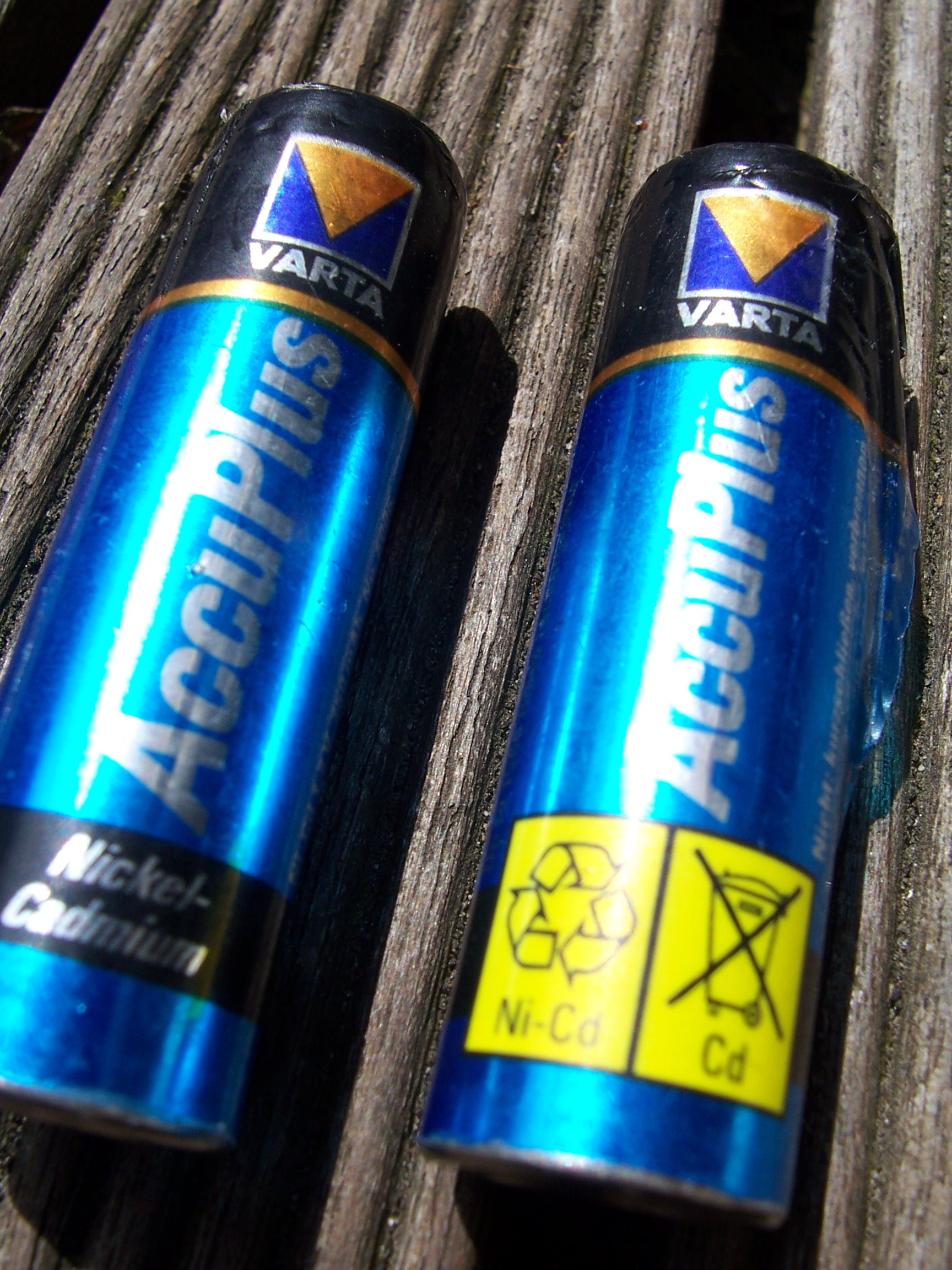
برخی از باتری‌ها حاوی فلزات سنگین سمی هستند که بازیافت یا دفع مناسب را در اولویت قرار می‌دهد. این باتری‌ها هلندی هستند. هلند از بازیافت باتری استقبال می‌کند.

وجود تنوع و اندازه باتری‌ها بازیافت آنها را دشوار می‌کند.[۵]ابتدا باید آنها را به دسته‌بندی‌های مشابه تقسیم‌بندی کرد. هر نوع نیاز به فرایند بازیافت جداگانه ای دارد. علاوه بر این، باتری‌های قدیمی حاوی جیوه و کادمیم هستند. که باید با احتیاط از آنها استفاده کرد، به دلیل آسیب‌های زیست‌محیطی آنها، دفع صحیح باتری‌های استفاده شده در بسیاری از مناطق الزامی است، متأسفانه اجرای این دستور کار دشواری است.[۶]
بازیافت باتری‌های سرب-اسید مانند باتری‌های مورد استفاده در خودروها، نسبتاً آسان است و بسیاری از مناطق قوانینی دارند که فروشندگان را ملزم به پذیرش محصولات استفاده شده می‌کند. در ایالت متحده نرخ بازیافت ۹۰٪ است و باتری‌های جدید حاوی ۸۰٪ مواد بازیافتی هستند.[۶]
ژاپن، کویت، آمریکا، کانادا، فرانسه، هلند، آلمان، اتریش، بلژیک، سوئد، بریتانیا و ایرلند همگی فعالانه برنامه‌های بازیافت باتری را تشویق می‌کنند.[۳][۴][۷][۸] در سال ۲۰۰۶، اتحادیه اروپا دستورالعمل باتری را تصویب کرد که یکی از اهداف آن افزایش نرخ بازیافت باتری است. دستورالعمل اتحادیه اروپا می‌گوید. حداقل ۲۵٪ از تمام باتری‌های استفاده شده اتحاده اروپا باید تا سال ۲۰۱۲ جمع‌آوری شود و تا سال ۲۰۱۶ به کمتر از ۴۵درصد افزایش یابد، که حداقل ۵۰٪ از آنها باید بازیافت شوند.[۸]

## زباله‌های زیست‌تخریب‌پذیر
زباله‌های آشپزخانه، باغ و سایر زباله‌های قابل بازیافت را می‌توان به مواد مفیدی از جمله کود تبدیل شود. این فرایند به باکتری‌های هوازی طبیعی اجازه می‌دهد تا زباله‌ها را به خاک حاصلخیز تجزیه کنند. بسیاری از کمپوست سازی در مقیاس خانگی انجام می‌شود. اما برنامه‌های جمع‌آوری زباله سبز شهری نیز وجود دارد. این برنامه‌ها می‌توانند بودجه خود را با فروش خاک سطحه تولید شده تکمیل کنند.[پیوند وب نوشت]

## ضایعات الکترونیکی

### جداسازی قطعات الکترونیکی و احیا

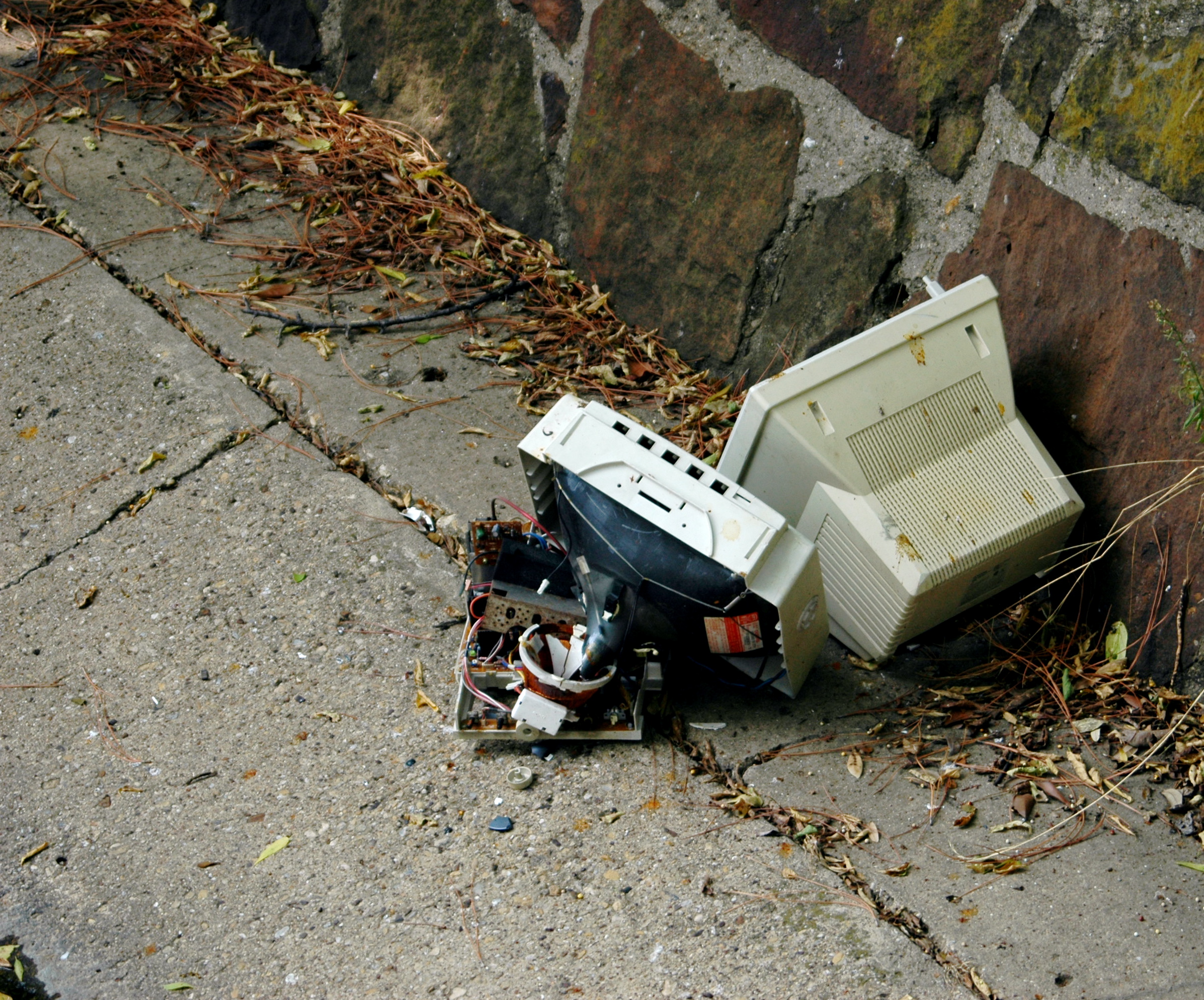
یک مانیتور کامپیوتر رها شده در دنتون، تگزاس.

بازیافت الکترونیکی بازیافت یا استفاده مجدد از رایانه یا سایر وسایل الکترونیکی است. هم شامل یافتن کاربرد دیگری برای مواد (مانند اهدا به خیریه)، و هم برچیدن سیستم‌هایی است که امکان استخراج ایمن مواد تشکیل‌دهنده را برای استفاده مجدد در محصولات دیگر فراهم می‌کند. دور ریختن مستقیم تجهیزات الکتریکی - مانند رایانه‌های قدیمی و تلفن‌های همراه در بسیاری از مناطق مانند بریتانیا، بخش‌هایی از ایالات متحده آمریکا، ژاپن، ایرلند، آلمان و هلند به دلیل محتویات سمی برخی از اجزاء ممنوع است. فرایند بازیافت با جداسازی مکانیکی فلزات، پلاستیک‌ها و بردهای مدار موجود در دستگاه کار می‌کند. هنگامی که این کار در مقیاس بزرگ در یک کارخانه بازیافت زباله الکترونیکی انجام می‌شود، بازیابی قطعات می‌تواند مقرون به صرفه باشد.

### کارتریج‌های پرینتر جت جوهر

تنظیم مجدد کارتریج جوهر اپسون با استفاده از ابزار تنظیم مجدد.

از آنجایی که کارتریج‌های چاپگر سازنده اصلی اغلب گران هستند، تقاضا برای گزینه‌های ارزان‌تر به عنوان گزینه سوم وجود دارد. اینها شامل جوهر فروخته شده به صورت فله، کیت‌های شارژ مجدد کارتریج، ماشین‌هایی در فروشگاه‌هایی است که به‌طور خودکار کارتریج‌ها را دوباره پر می‌کنند، کارتریج‌های تولید مجدد و کارتریج‌های ساخته شده توسط یک نهاد شرکتی غیر از سازنده اصلی. مصرف‌کنندگان می‌توانند کارتریج‌های جوهر را خودشان با یک کیت پر کنند، یا می‌توانند کارتریج را به یک پرکننده یا تولیدکنندهٔ مجدد ببرند تا جوهر دوباره به کارتریج پمپ شود. PC World گزارش می‌دهد که کارتریج‌های شارژ شده دارای نرخ خرابی بالاتری هستند، صفحات کمتری را نسبت به کارتریج‌های جدید چاپ می‌کنند و مشکلات بیشتری را در صفحه نشان می‌دهند، مانند رگه‌شدن، پیچ‌شدن، و پخش رنگ.

## فلزات
طیف وسیعی از فلزات در مصارف تجاری و خانگی، بازارهای بازیافت را در اکثر کشورهای توسعه یافته به خوبی توسعه داده‌اند. بازیافت خانگی معمولاً برای آهن و فولاد، آلومینیوم و به ویژه قوطی‌های نوشیدنی و غذا در دسترس است. علاوه بر این، فلزات ساختمانی مانند مس، روی و سرب به راحتی از طریق شرکت‌های تخصصی قابل بازیافت هستند. در انگلستان، اینها معمولاً یا فروشندگان ضایعات تخصصی یا ماشین شکن هستند. سایر فلزات موجود در مقادیر کمتر در جریان زباله‌های خانگی مانند قلع و کروم نیز از فلزی که در سیستم بازیافت قرار می‌گیرد استخراج می‌شوند اما به ندرت از جریان زباله عمومی بازیافت می‌شوند.

## رنگ
رنگ یک مورد قابل بازیافت است. رنگ لاتکس در اکثر کشورها در کارخانه جمع‌آوری می‌شود و به کارخانه‌های بازیافت رنگ ارسال می‌شود.

## کاغذ و کاغذ روزنامه

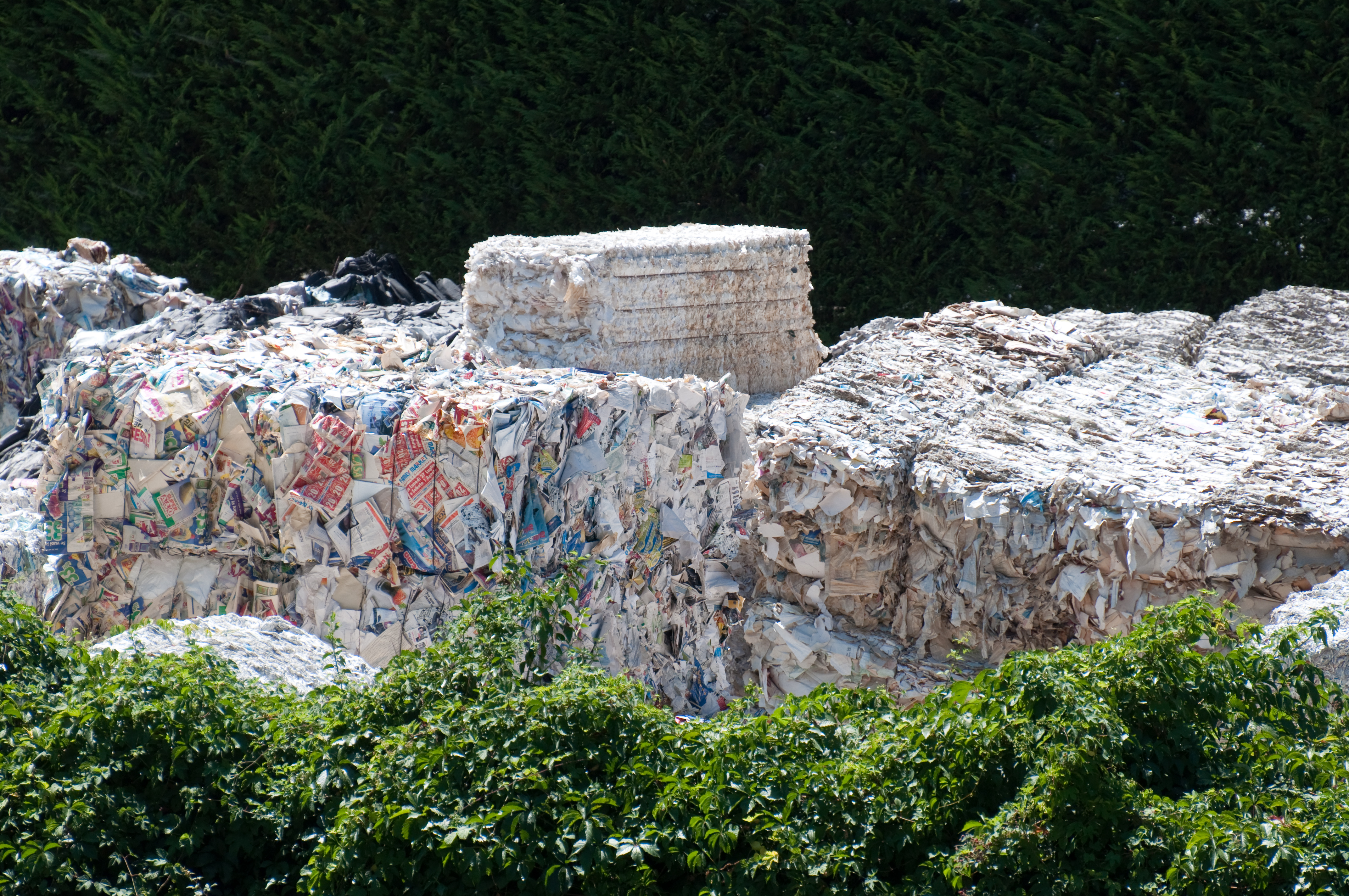
کاغذهای باطله برای بازیافت در Ponte a Serraglio، در نزدیکی Bagni di Lucca، ایتالیا جمع‌آوری شد.

کاغذ و روزنامه را می‌توان با تبدیل آن به خمیر و ترکیب آن با خمیر چوب‌های تازه برداشت شده بازیافت کرد. از آنجایی که فرایند بازیافت باعث از بین رفتن الیاف کاغذ می‌شود، هر بار که کاغذ بازیافت می‌شود کیفیت آن کاهش می‌یابد. این بدان معنی است که یا باید درصد بیشتری از الیاف جدید اضافه شود، یا کاغذ به محصولات با کیفیت پایین‌تر تبدیل شود. هر نوع نوشته یا رنگی روی کاغذ باید ابتدا با جوهرزدایی پاک شود، که همچنین پرکننده‌ها، رس‌ها و قطعات الیاف را از بین می‌برد.
مکزیک، آمریکا، اتحادیه اروپا، روسیه و ژاپن همگی کاغذ بازیافت می‌کنند و بسیاری از طرح‌های دولتی و خصوصی در این کشورها اجرا می‌شوند. در سال ۲۰۰۴ نرخ بازیافت کاغذ در اروپا ۵۴٫۶ درصد یا ۴۵٫۵ میلیون تن کوچک (۴۱٫۳ مگاتن) بود. نرخ بازیافت در اروپا در سال ۲۰۰۷ به ۶۴٫۵٪ ۳ رسید، که تأیید می‌کند که صنعت در مسیر دستیابی به هدف داوطلبانه ۶۶٪ خود تا سال ۲۰۱۰ است.

## منسوجات
در بسیاری از کشورها بازار فروش مجدد لباس‌های دست دوم فعال است. منسوجات وارد شده به جریان دوچرخه‌سواری مجدد توسط کارگران دسته‌بندی شده و به لباس‌ها و کفش‌هایی با کیفیت خوب تفکیک می‌شوند که می‌توانند دوباره استفاده یا پوشیده شوند. بسیاری از سازمان‌های بین‌المللی منسوجات مستعمل را از کشورهای توسعه یافته به عنوان کمک مالی به کشورهای جهان سوم جمع‌آوری می‌کنند. این عمل بازیافت تشویق می‌شود زیرا به کاهش ضایعات ناخواسته کمک می‌کند و در عین حال لباس برای افراد نیازمند فراهم می‌کند. منسوجات آسیب‌دیده برای ساخت پارچه‌های پاک‌کن صنعتی و برای استفاده در تولید کاغذ با کیفیت بالا یا مواد مناسب برای احیای الیاف و محصولات پرکننده، بیشتر به درجه‌بندی طبقه‌بندی می‌شوند. کارخانه‌های احیای الیاف، منسوجات را بر اساس نوع و رنگ فیبر مرتب می‌کنند. بسته به کاربرد نهایی نخ‌های بازیافتی، منسوجات را به الیاف \"بدشکلی\" خرد می‌کنند و با سایر الیاف انتخابی مخلوط می‌شوند.

## چت و سرباره کوره
در آمریکای شمالی، زباله‌های معدن را می‌توان در جاده‌های پوشیده از برف برای بهبود کشش استفاده کرد، به عنوان شن، مصالح ساختمانی، عمدتاً برای راه‌آهن، ساخت بزرگراه و تولید بتن. سرباره کوره و تا حدی سرباره زغال سنگ به جای سنگریزه در ساخت و ساز و راه‌آهن در انگلستان استفاده شده است. کلینکر، سرباره، خاکستر بادی و در برخی موارد خاکستر همگی در طول تاریخ در مکان‌هایی مانند بخش‌های صنعتی یورکشایر و ولز جنوبی برای ساخت مسیرهای خاکستر خانگی استفاده شده‌اند.